# SN 2005dv
SN 2005dv – supernowa typu Ia odkryta 4 września 2005 roku w galaktyce NGC 5283. W momencie odkrycia miała maksymalną jasność 15,00m.